# Gaswan Zerikly
Gaswan Zerikly (arabisch غزوان الزركلي; * 4. Januar 1954 in Damaskus, Syrien) ist ein syrisch-deutscher Pianist und Komponist. Seit 1977 tritt er als Solopianist auf. Unter anderem hat er Musik von Franz Liszt im Opernhaus Damaskus aufgeführt. Zerikly komponierte außerdem Musik für Fernsehen, Film und Theater.

## Werdegang
Von 1961 bis 1972 studierte Zerikly europäische klassische Musik und Klavier bei Cynthia Everett Al-Wadi, Oleg Ivanov und Viktor Bunin am Arabischen Musikinstitut in Damaskus. Es folgte von 1972 bis 1977 ein Klavierstudium bei Klaus Bäßler, Diethelm Müller-Nilsson und Dieter Zechlin an der Hochschule für Musik Hanns Eisler Berlin.
Zwischen 1977 und 1981 promovierte Zerikly im Fach Klavier „Facultas Docendi“ bei Gleb Axelrod am Moskauer Konservatorium und wurde 1981 mit dem Künstlerpreis des Tschaikowski-Konservatoriums in Moskau ausgezeichnet.
In den Folgejahren konzertierte Zerikly in zahlreichen Ländern und unterrichtete in Berlin, Moskau, Weimar, Osnabrück und Kairo. An der Hochschule für Musik in Damaskus wirkte er als Dekan der Fakultät für Tasteninstrumente, als erster Prorektor und als Leiter der Meisterklasse für Klavier. 2015 gründete Zerikly die «Klavier Akademie Weimar».

## Auszeichnungen
- 1969 Preisträger des Syrischen Staatsförderungspreises
- 1979 Diplom des Internationalen Vianna da Motta Musikwettbewerbs, Portugal.
- 1980 Sonderpreis des Internationalen Paloma O’Shea Klavierwettbewerbs, Spanien (erwähnt als Gaswan Kurdi Zerikli).[6]
- 1986 Diplom des Tschaikowski-Wettbewerbs, Russland.
- 1989–1990 Stipendium Vorbereitungskurse für eine Professur am Moskauer Konservatorium, Russland.
- 1991 Stipendium des Deutschen Akademischen Austauschdienstes (DAAD).
- 1994 Dritter Preis & Sonderpreis des Internationalen Klavierwettbewerbs der Ibla-Foundation New York, Italien.
- 2007 Medaille von Algier (UNESCO Kulturhauptstadt der Arabischen Welt 2007)

## Buchautor und Übersetzer
- Vom Musikalisch-Schönen von Eduard Hanslick – „Aesthetics of Music“ – Übersetzung in Arabisch „الجميل في فن النغم“
- Nights in the Gardens of Spain von Witi Ihimaera – Übersetzung in Arabisch „ليالٍ في حدائق إسبانيا“
- Ghazwan Al-Zarkali. Principles of melodic and rhythmic development in professional and amateur music. Damascus, 2020

## Diskografie
- Geste window to the Orient – Music of modern Arabian composers – Kompositionen von Ashraf Kateb, Iris Mazur und Gaswan Zerikly. Erschienen bei Mazur Media in Wedemark, 2002.
- Eckhardt Günther: Präludien und Fugen auf allen Tönen Teil 1. Erschienen bei Bynja-Produktion in Osnabrück, 2004 – Interpr.: Hansdieter Meier [E-Vl Vl]. Monika Hischer-Meier [Vl]. Gunhilt Gehl [Va]. Beate Zilias [Vc]. Volker Winck [Alt-Sax]. Alan Ware [Klar]. Andreas Wilczek [E-Kb]. Gaswan Zerikly [Kl]. Jose Maria Garcia [Schz].
- Arabic lieder – „Arabische Lieder“ Kompositionen von Zerikly, gesungen von der Sopranistin Dima Orsho, begleitet vom Komponisten am Klavier. Erschienen bei Incognito in Damaskus, 2008. Das Booklet enthält die vollständigen arabischen Gesangstexte und Interpreten-Biografien auf Arabisch.[7]
- Ashraf Kateb – Dia Succari, composer from my Aleppo. Erschienen bei Kateb in Berlin, 2010 – Interpr.: Anne Salié [Kl]. Ziad Hakim [Kl]. Ulugbek Palvanov, [Kl]. Sevki Karayel, [Kl]. Xenia Kourkoumeli, [Kl]. Desislava Shtereva, [Kl]. Sibylle Briner, [Kl]. Katarina Pipovic-Misic, [Kl]. Daniela Hlinkova, [Kl]. Lala Issakowa, [Kl]. Vera Osmankulova, [Kl]. Pervez Mody, [Kl]. Jaques Ammon, [Kl]. Ramune Neris, [Kl]. Iwan Urlwalov, [Kl]. Sawami Kiyushi, [Kl]. Dania Al Tabbaa, [Kl]. Racha Arodaky, [Kl]. Gaswan Zerikly, [Kl]. Patrick Lechner, [Kl]. Dagmar Muñiz, [Kl]. Andrea Maggiora [Kl]
- Kreativität ist mir ein Lebensbedürfnis Kompositionen von Willem Schulz, Klavier Gaswan Zerikly - Cugate Classics, Berlin, 2013